# Underdog (canção de Alicia Keys)
Underdog é uma canção da cantora, compositora e produtora americana Alicia Keys, lançada em 11 de janeiro de 2020, como terceiro single de seu sétimo álbum de estúdio, Alicia (2020). Uma versão acústica e duas versões remix também foram lançadas.

## Composição
A música é um tributo às populações marginalizadas, de trabalhadores informais (e às vezes ilegais) a imigrantes e refugiados. Foi escrita por Keys, Johnny McDaid, Ed Sheeran (que também toca violão), Foy Vance, Jonny Coffer, Amy Wadge e produzida por Johnny McDaid e Keys.

“Algumas pessoas podem pensar na palavra azarado como uma palavra negativa, mas eu a vejo como uma palavra poderosa que representa pessoas que podem ser subestimadas e ainda assim enfrentar o desafio e superar as expectativas. Eu amo essa música porque é sobre vida real,  pessoas reais e nossas experiências. Todos nós já estivemos em um lugar em nossas vidas em que tivemos que desafiar as probabilidades. Nunca é fácil. Uma das minhas letras favoritas na música é, 'Eles dizem que eu nunca faria isso, mas fui construída para quebrar o molde.' Não acho que haja uma pessoa no planeta que não se sinta assim.

Alicia falando sobre a música em entrevista a Rolling Stone

## Videoclipe
Foi dirigido por Wendy Morgan e mostra pessoas que superaram diversos tipos de desafios propostos pela vida. Sem-tetos, mães solteiras, discriminação social, enquanto a cantora canta para a câmera, sozinha ou com um grupo de pessoas.

## Recepção da Crítica
Robin Murray da Clash magazine chamou de “Uma joia do pop-soul com um toque leve de euforia”. Nick Levine da NME disse que é uma ode aos "jovens professores, estudantes médicos e mães solteiras à espera de um cheque". Carl Lamarre da Billboard elogiou o videoclipe e disse que "o visual inspirador destaca as lutas diárias dos esquecidos e subestimados, com os vocais sedosos de Keys liderando o ataque. Quer sejam professores, mães solteiras ou filhos na linha de frente, Keys busca capacitar e fornecer refúgio para aqueles que buscam ansiosamente uma vitória".
Thiago Nolla do portal Cine Pop disse que "[a música] se vale de metáforas originais e é um escopo contemporâneo de pop-country que exalta o poder dos jovens, das mães solteiras e de todos aqueles que enfrentam obstáculos e, mesmo assim, os superam.

## Performances ao Vivo e Lives
A primeira performance de Underdog ocorreu no Live Lounge da BBC Radio 1 em 6 de Fevereiro de 2020. Underdog também foi performada na 
62ª edição do Grammy Awards em 26 de Janeiro de 2020 e contou com a participação de Brittany Howard, guitarrista da banda Alabama Shakes. Alicia também performou a música no programa The Ellen DeGeneres Show em 29 de Janeiro de 2020 e no programa The Graham Norton Show em 7 de Fevereiro de 2020.
Em 29 de Março participou do evento "iHeartRadio Living Room Concert for America" com uma performance acústica de Underdog e dedicou a todas as pessoas que arriscam suas vidas para combater a pandemia do COVID-19
Em 15 de Junho foi divulgado o episódio (gravado em fevereiro) em que participou do "Tiny Desk Concert" (uma série de vídeos onde grandes artistas fazem apresentações acústicas no escritório da empresa em Washington, nos Estados Unidos da NPR, onde fez uma nova performance de Underdog.

## Faixas e formatos
| Download Digital |            |         |  |
| N.º              | Título     | Duração |  |
| 1.               | "Underdog" | 3:28    |  |

## Desempenho nas tabelas musicais

### Posições
| Tabela musical (2020)                                 | Melhor posição |
| ----------------------------------------------------- | -------------- |
| Alemanha (Official German Charts)                     | 24             |
| Austrália (ARIA Digital Track Chart)                  | 36             |
| Áustria (Ö3 Austria Top 40)                           | 24             |
| Bélgica (Airplay Chart top 50 de Flandres)            | 36             |
| Bélgica (Airplay Chart top 40 da Valônia)             | 37             |
| Canadá (Canadian Hot 100) (AC)                        | 34             |
| Canadá (Hot AC) (Billboard)                           | 37             |
| Canadá (Hot Digital Canadian Songs Sales) (Billboard) | 23             |
| Chéquia (Rádio Top 100)                               | 4              |
| Croácia (Croatian Airplay Radio Chart)                | 27             |
| Eslováquia (IFPI República Eslovaca)                  | 16             |
| Eslovênia (SloTop50)                                  | 29             |
| Estados Unidos (Billboard Hot 100)                    | 69             |
| Estados Unidos (R&B/Hip-Hop Songs)                    | 30             |
| Estados Unidos (Adult Top 40)                         | 16             |
| Estados Unidos (Hot R&B Songs)                        | 11             |
| Estados Unidos (Mainstream Top 40)                    | 27             |
| Estados Unidos (R&B Digital Song Sales)               | 2              |
| Estados Unidos (R&B/Hip-Hop Digital Songs Sales)      | 3              |
| Japão (Sapporo Hot 100)                               | 1              |
| Nova Zelândia (New Zealand Singles Chart)             | 7              |
| Nova Zelândia (Hot Singles) (RMNZ)                    | 7              |
| Países Baixos (Dutch Top 40)                          | 11             |
| Países Baixos (Single Top 100)                        | 11             |
| Suíça - (Swiss Hitparade)                             | 83             |
| União Europeia (Euro Digital Songs)                   | 12             |

## Certificações
| País           | Provedor | Vendas  | Certificação |
| -------------- | -------- | ------- | ------------ |
| Estados Unidos | RIAA     | 500.000 | Ouro         |

## Histórico de lançamento
| País           | Data                  | Formato          | Gravadora       |
| -------------- | --------------------- | ---------------- | --------------- |
| Mundo          | 11 de Janeiro de 2020 | Download digital | Sony Music, RCA |
| Mundo          | 11 de Janeiro de 2020 | Streaming        | Sony Music, RCA |
| Estados Unidos | 14 de Janeiro de 2020 | Radio Top 40     | Sony Music, RCA |
| Estados Unidos | 14 de Janeiro de 2020 | Radio Hot AC     | Sony Music, RCA |

## Chronixx & Protoje Remix
Uma versão remix com a participação dos jamaicanos Chronixx e Protoje foi lançada em 27 de Março de 2020. A nova versão deriva dos ritmos dancehall e reggae e contém a mesma mensagem da versão oficial, só que com um novo refrão de Keys, que canta, “Estou destinada à grandeza,é hora de abraçá-la”.
| Download Digital |                                     |         |  |
| N.º              | Título                              | Duração |  |
| 1.               | "Underdog" (com Chronixx & Protoje) | 2:59    |  |

## Histórico de lançamento
| País  | Data                | Formato          | Gravadora       |
| ----- | ------------------- | ---------------- | --------------- |
| Mundo | 27 de Março de 2020 | Download digital | Sony Music, RCA |
| Mundo | 27 de Março de 2020 | Streaming        | Sony Music, RCA |

## Nicky Jam & Rauw Alejandro Remix
Uma nova versão remix foi lançada em 14 de Maio de 2021 e conta com a participação dos porto riquenhos Nicky Jam e Rauw Alejandro. Um videoclipe também foi lançado em 15 de Maio.
| Download Digital |                                             |         |  |
| N.º              | Título                                      | Duração |  |
| 1.               | "Underdog" (com Nicky Jam e Rauw Alejandro) | 3:25    |  |

## Histórico de lançamento
| País  | Data               | Formato          | Gravadora       |
| ----- | ------------------ | ---------------- | --------------- |
| Mundo | 14 de Maio de 2021 | Download digital | Sony Music, RCA |
| Mundo | 14 de Maio de 2021 | Streaming        | Sony Music, RCA |